# Brauerei Eichhof

Ehemaliges Logo der Brauerei Eichhof

Die Brauerei Eichhof ist eine Bierbrauerei in der Schweiz mit Sitz in Luzern. Sie ist vor allem in der Zentralschweiz vertreten. Die Brauerei gehört seit 2008 zu Heineken.

## Geschichte
Die Ursprünge des Bierbrauens in der Stadt Luzern gehen auf Mönche des Benediktinerklosters im Hof um das Jahr 1300 zurück. 1668 gründete Georg Keller die erste private Brauerei in der Stadt, den Falken. 1834 erhielt Johann Baptist Guggenbühler von den Stadtbehörden die Bewilligung, in einem Haus an der Löwenstrasse eine Brauerei einzurichten und selbstgebrautes Bier auszuschenken. Ganz in der Nähe stand bereits das Löwendenkmal, darum gab Guggenbühler der Brauerei den Namen Löwengarten. Bereits 5 Jahre später verkaufte er den Betrieb weiter.

Eisenbahnwagen der Vereinigten Luzerner Brauereien (1924)

1878 übernahm Traugott Spiess zusammen mit dem Schwiegersohn des damaligen Eigentümers die Brauerei Löwengarten. Der 1850 geborene Spiess stammte aus Ormalingen im Kanton Basel-Landschaft. Mit dem ausgebildeten Fachmann im Brauwesen wurde der Löwengarten zur grössten Brauerei der Stadt Luzern. Ab 1882 führte Spiess den Betrieb als Alleinbesitzer. In den Folgejahren setzte er wichtige technische Neuerungen ein: Wasserturbine, künstliche Kellerkühlung, Kunsteisfabrikation, Flaschenabfüllerei. Traugott Spiess war eine starke Persönlichkeit mit sicherem Blick für das Wesentliche. Zeitgenossen beschrieben ihn als «Persönlichkeit von hervorragender Pflichttreue und reicher Erfahrung». Seine Freizeit verbrachte er am liebsten bei der Jagd. 1899 wandelte Spiess seine Privatfirma in eine Aktiengesellschaft um, die Bierbrauerei Spiess A.-G. Er selber blieb Haupteigentümer.

Die Vereinigten Luzerner Brauereien AG im Eichhof, historisches Luftbild von 1929, aufgenommen von Walter Mittelholzer.

Die Jahrhundertwende überlebten nur wenige Brauereien in Luzern. Eine dominante Rolle spielte neben der Brauerei Spiess die Luzerner Brauhaus AG von Heinrich Endemann auf dem Landgut Eichhof. Die beiden Brauhäuser arbeiteten seit 1917 eng zusammen. 1922 fusionierten sie zu den Vereinigten Luzerner Brauereien AG. Als Standort wählte man den Eichhof. Traugott Spiess war bis 1924 Präsident des Verwaltungsrates. Dann verlegte er seinen Wohnsitz nach Kalifornien. Kurz vor seinem Tod 1939 kehrte er in die Schweiz zurück.
1937 wurde die Firma umbenannt in Luzerner Brauerei zum Eichhof AG. 1960 wurde daraus die Brauerei Eichhof AG. 
Im Geschäftsjahr 2006/2007 betrug der Umsatz der Eichhof Getränke AG 217,6 Mio. Fr., davon entfielen rund 44 Prozent auf Eichhof eigene Biere. 
Als sich 2008 ein Verkauf von Eichhof abzeichnete, eine der letzten grossen einheimischen Brauereien nach dem Verkauf von Feldschlösschen an Carlsberg im Jahr 2000, gab es vielfältige Proteste und Boykotte. 15'500 Personen hatten eine Protestnote gegen den Verkauf unterschrieben. Da jedoch die Hauptaktionäre und die Eichhof Holding, welche insgesamt 49 Prozent der Aktien hielt, dem Übernahmeangebot zustimmten, wurde am 29. August 2008 die Brauerei (Eichhof Getränke AG) an Heineken Switzerland AG für 290 Mio. Fr. verkauft. Auch der Bereich Eichhof Immobilien AG wurde für 105 Mio. Fr. verkauft. Da nur der Farbmetrikbereich Datacolor in der Eichhof Holding AG verblieben war, benannte diese sich folglich im Frühjahr 2009 in Datacolor AG um. Im Oktober 2008 verlegte Heineken Switzerland seinen Hauptsitz auf das Gelände der Eichhofbrauerei in Luzern.
Als Reaktion auf die Übernahme durch ausländische Besitzer wurden in der Zentralschweiz neue Brauereien gegründet, wie etwa ab Januar 2009 das Lanzbier im benachbarten Kanton Nidwalden, das Lozärner Bier (in den KantonenBern und Schaffhausen gebraut) und insbesondere im April 2009 das Luzerner Bier.

## Sortiment

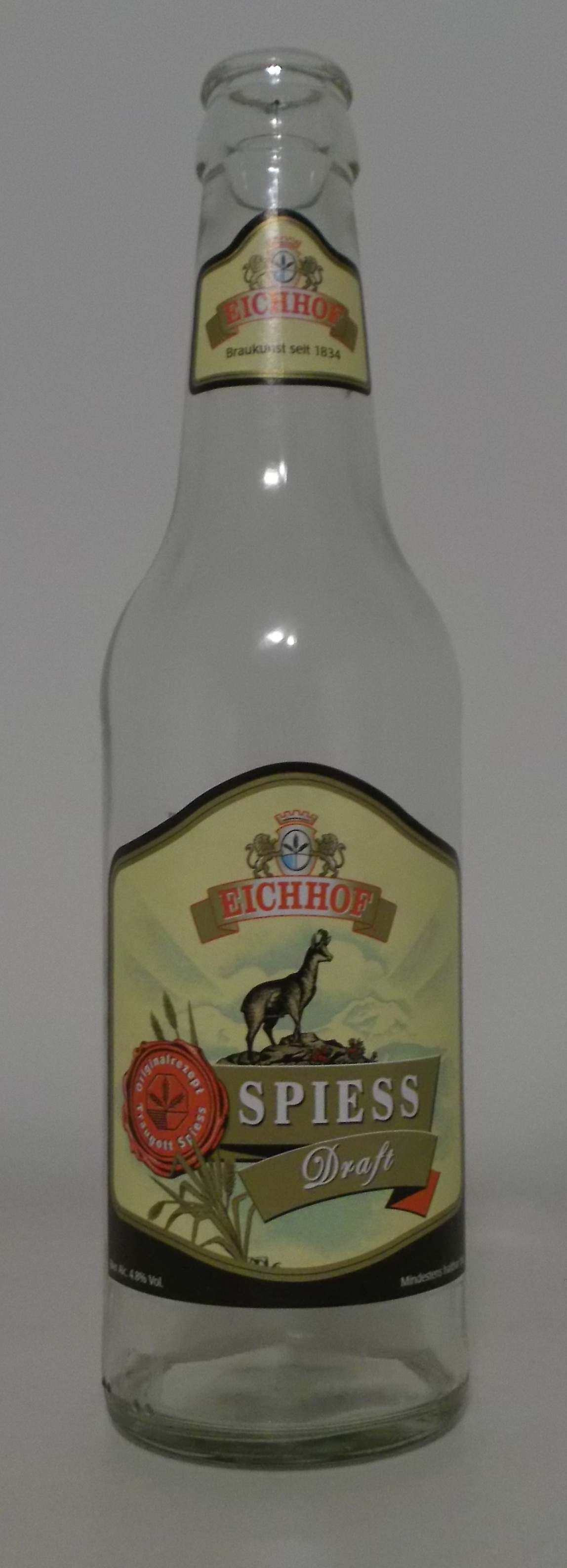
Eichhof Spiess Draft

Die Brauerei Eichhof braut elf verschiedene Biere in Luzern. Neben dem Lager gibt es auch Spezialbiere wie das Klosterbräu (trüb und naturbelassen), Hubertus (dunkel, malzig) oder Barbara (vollmundiges Starkbier mit 6,5 % Alkohol), daneben auch Alkoholfrei, Panaché und Radler. Seit Mitte 2013 ist nur noch die Fassabfüllung in Luzern, für die Flaschenabfüllung wird das Bier in Containertanks per Lastwagen und Bahn nach Chur befördert und dort durch die, ebenfalls zu Heineken gehörende, Calanda Bräu abgefüllt. Zuvor wurde bereits das Eichhof-Lager-Dosenbier in Chur abgefüllt. Die Auslieferung erfolgt seitdem ab dem Grossverteillager in Domat/Ems.

## The Last Eichhof
Das Computerspiel The Last Eichhof wurde 1993 von Alpha-Helix, einer Gruppe von Studenten an der ETH Zürich, entwickelt und als Freeware angeboten. In diesem Shoot-’em-up-Spiel gilt es, die Brauerei Eichhof gegen eine feindliche Übernahme zu verteidigen.